# Santicló... La vaina de la navidad
Santicló... La vaina de la Navidad, conocida también simplemente como Santicló, es una película dominicana de comedia navideña dirigida y coescrita por José Enrique Pintor y protagonizada por Aquiles Correa. Se estrenó el 13 de noviembre de 2008.

## Sinopsis
Nicolás es un joven de barrio que pierde su trabajo en plena fecha navideña, por lo cual su esposa decide separarse de él por un tiempo, llevándose a su hija con ella. Esto lo obligará a buscar trabajo y por sugerencia de su amigo Antonio, Nicolás obtiene el de Santa Claus de un centro comercial. Pero su vida cambia cuando encuentra por error un saco con dinero, aunque esto le conducirá a más problemas. 

## Reparto
- Aquiles Correa como Nicolás.
- Manolo Ozuna como Antonio.
- Jane Santos como Natalia.
- María José Pintor como Emely.
- Félix Tejada como Ricarena.
- Ruddy Rojas como Interrogador.
- Nelson Javier como Hermida.
- Rafael Alduey como Radamés.
- Irvin Alberti como Antonio.
- Feliz Tejada (Ñonguito) como Ricarena.
- Johnnie Mercedes como Ladrón vestido de Gaspar.

- Datos: Q12219397